# Stefanik Sándor
Stefanik Sándor (Szeged, 1966. szeptember 5. –) színházi ügyelő.
A szegedi Móra Ferenc Szakközépiskolában szerzett műszaki végzettséget 1983-ban, majd érettségi vizsga után 2005-ben az SZTE JGYTF művelődésszervező szakán kulturális menedzser szakirányon diplomázott. 1987-től napjainkig a Szegedi Nemzeti Színház társulatának tagja mint főügyelő.

## Színházi pályafutása
Valamivel több mint 80 különböző produkcióban dolgozott fényszabályzós világosítóként 1988-94-ig.
1994-től betanulást követően ügyelő munkakörbe került. 1998-ban 1 évig a Magyar Televíziónál technikai munkatársként dolgozott. 1999-ben, az akkori igazgató hívására tért vissza a színházhoz, 2003-tól a Szegedi Nemzeti Színház és Szabadtéri Játékok főügyelője. 2023-ban kezdte 36. évadát, a színházi tevékenysége során számtalan dráma, opera, operett és musical előadás létrehozásában volt jelen.
Főügyelőként, középvezetőként feladata a működési feladatokat ellátó kollégák – súgók, ügyelők, rendezőasszisztensek – munkájának beosztása, koordinálása, ellenőrzése.
Színházi ügyelőként száznál is több bemutató előadás született meg az irányításával. Ügyelői feladatai során az ország minden részéből Szegedre érkező rendezővel, színművésszel és operaénekessel dolgozott együtt. Legnagyobb tanítómesterei Vajda Júlia, Gregor József, Angyal Mária, Békés András, Sándor János, Imre Zoltán, Korognai Károly, Galgózy Judit és Ruszt József. Együttműködött a Szegedi Szimfonikus Zenekarral, a Szegedi Kortárs Balettel, a Filharmónia Magyarországgal, számos bérlés kapcsán szegedi intézményekkel, szervezetekkel. Rendezőasszisztensként is hozzájárult a Lammermoori Lucia és a Pomádé király új ruhája darabok létrejöttéhez. A színház érdekvédelmi szervezeteiben (közalkalmazotti tanács elnöke, Színházi Dolgozók Szakszervezetének helyi titkára) évek óta tevékenykedik, országos és városi fórumokon képviseli a munkavállalókat. Főügyelőként középvezetőként feladata a működési feladatokat ellátó kollégák munkájának éves beosztása, ellenőrzése.

## Szegedi Szabadtéri Játékok
A Szegedi Szabadtéri Játékok főügyelőjeként volt alkalma olyan világsztárokkal is együtt dolgozni, mint Tokody Ilona, Katarina Vitt, Richard Clayderman, Al di Meola, Kiss B. Attila, Rost Andrea, Jocé Cura, Gerard Depardieu, Paul Pots.

## Szerepei
Számos előadásban szerepelt színészként kisebb szerepekben:
- 22-es csapdája – Kapás Dezső – Berepülőpilóta
- A denevér – Tóth János – KGB-ügynök
- A Manó – Telihay Péter – Inas
- A három nővér – Telihay Péter – Vak zenész
- Régi idők focija – Telihay Péter – Róbert bácsi, futballbíró, Csabagyöngye-szurkoló
- Régi Nyár – Sándor János – Konferanszié
- A padlás – Koroknai Károly – Rendőrség (külső hang)
- Csárdás Királynő – Halasi Imre – Garson
- Marica grófnő – Halasi Imre – Legény
- Nemzeti drogéria – Bal József – Stefanik úr
- Kaktusz virága – Bal József – Újságárus, Pincér, Páciens, Dzsigoló
- Ponyvaregény – Toronykőy Attila – A fejbelőtt
- Csárdás Királynő – Tasnádi Csaba – Inas
- Víg özvegy – Tasnádi Csaba – Fényképész
- Mária Főhadnagy – Tasnádi Csaba – Bécsi nemzetőr, Strázsa Huszár
- Macskafogó – Telihay Péter – Ajtónálló
- A három nővér – Bodolay Géza – Tűzoltó
- Liliomfi – Bodolay Géza – Legény, Az elfogott betyár
- Otelló – Bodolay Géza – Miniszter Zenész
- Kurázsi Mama – Bodolay Géza – Katona
- Mátyás Mesék – Barnák László – Apród
- Pinokkió – Tóth Miklós – Gazda
- Szaffi – Toronykőy Attila – Puzzola anyja

## Díjai
Munkásságát több alkalommal jutalmazták:
- 2016-ban kapta meg a Szegedi Nemzeti Színház operatársulatának Vaszy Viktor-díját,[7]
- 2003-ban és 2017-ben pedig Szeged város és a Színház közös elismerését, a Dömötör-díjat[8] nyerte el a Legjobb háttérmunkás kategóriában.[9]
- 2022-ben Kölcsey-éremmel ismerték el munkásságát.[10]